# William Dupree
William Francis Dupree –conocido como Bill Dupree– (Saranac Lake, 7 de junio de 1909-Bound Brook, 25 de febrero de 1955) fue un deportista estadounidense que compitió en bobsleigh en la modalidad cuádruple.
Participó en los Juegos Olímpicos de Sankt Moritz 1948, obteniendo una medalla de bronce en la prueba cuádruple. Ganó una medalla de bronce en el Campeonato Mundial de Bobsleigh de 1937.

## Palmarés internacional
| Juegos Olímpicos   | Juegos Olímpicos     | Juegos Olímpicos  | Juegos Olímpicos |
| Año                | Lugar                | Medalla           | Prueba           |
| ------------------ | -------------------- | ----------------- | ---------------- |
| 1948               | Sankt Moritz (Suiza) | Medalla de bronce | Cuádruple        |
| Campeonato Mundial |                      |                   |                  |
| Año                | Lugar                | Medalla           | Prueba           |
| 1937               | Sankt Moritz (Suiza) | Medalla de bronce | Cuádruple        |